# Harold Prince
Harold Prince (født 30. januar 1928, død 31. juli 2019) var en amerikansk teaterinstruktør og producer. Han modtog i alt 21 Tony-priser for sit arbejde. 
Han instruerede blandt andet følgende:
- West Side Story
- The Phantom of the Opera
- Cabaret
- Evita
- Fiddler on the Roof